# Dursey Island
Dursey Island (irisch Baoi Bhéarra oder Oileán Baoi) befindet sich am südwestlichen Ende der Beara-Halbinsel im Westen des County Cork in Irland. Zwischen Dursey und dem Festland liegt der 230 Meter breite Dursey Sound. Er ist zwischen Dursey Point an der Küste und dem Nordostende der Insel durch Irlands einzige Seilbahn überbrückt.

## Geografie
Dursey ist als Fortsetzung von Bearas felsigem Südwestende nahezu rundum vom felsigen Steilküsten umgeben und bildet im Inneren ein nach Südosten abfallendes, hügeliges Plateau. Sie erstreckt sich wie eine durch die schmale Meerenge unterbrochene und maximal nur eineinhalb Kilometer breite Landzunge über mehr als sechs Kilometer weiter Richtung Südwesten in den Atlantik.
Westlich Durseys liegen in Abständen von gut einem, gut zwei und gut vier Kilometern die kleinen Felsen-Inseln Calf, Cow und als äußerste, größte und höchste Bull Rock. Diese ist berühmt für ihr natürliches, tunnelartiges Felsentor quer unter der ganzen Insel und dem Leuchtturm.

## Geschichte

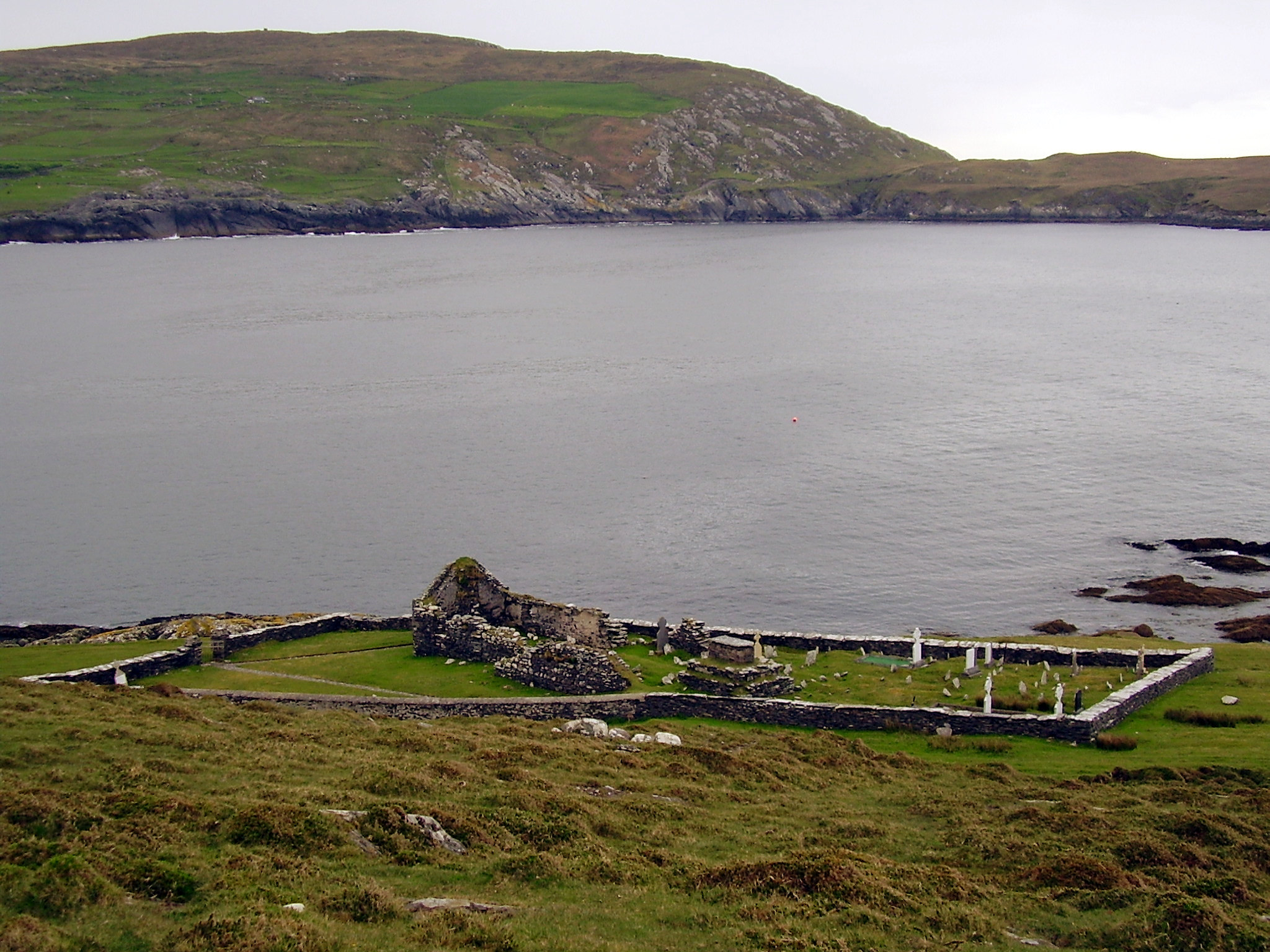
Ruine der Kirche Durseys (2006), auf dem Berg links oben (175 m) die Absturzstelle der Junkers Ju 88

Die Insel wurde spätestens von den Kelten besiedelt. Mönche von Skellig Michael sollen die Kirche auf Dursey gegründet haben.
1193 wanderte der von den Anglonormannen aus Tipperary vertriebene Clan der O’Sullivans auf die Beara-Halbinsel ein und kam nach Dursey. Die Insel erlebte ihre Hochzeit unter den O’Sullivans und beherbergte im Mittelalter 350 Menschen.
1602 wurde die Burg der O’Sullivans von den Engländern zerstört und die Bewohner der Insel ermordet und ins Meer geworfen.
Der historisch interessante Leuchtturm auf Bull Rock wurde im Jahre 1888 wiedererrichtet und ist seit 1889 wieder in Betrieb. Auf der winzigen, südlich gelegenen Insel Calf Rock befindet sich die Ruine eines „Old Lighthouse“ von 1866, das 1881 im Sturm zerstört wurde.
Im Juli 1943 stürzte ein deutsches Aufklärungsflugzeug von Typ Junkers Ju 88 in den Ballinacarriga Hill auf der Landzunge Dursey Head ab, vor der die Insel liegt. Alle vier Besatzungsmitglieder kamen dabei ums Leben. Das Flugzeugwrack war noch bis in die 1990er-Jahre zu sehen.

## Demografie
Nach der mittelalterlichen Blütezeit war einer der wichtigsten Wirtschaftszweige der Insel immer der Fischfang, der sich aber im Nachkriegseuropa im Niedergang befand. Als die Fangmengen der Fischer in den 1970er-Jahren endgültig zusammenbrachen, förderte die Regierung die Umsiedlung der Bewohner auf das Festland.
Diesem Vorhaben folgten schließlich die meisten Bewohner Durseys, so dass die Insel seit Mitte der 1970er-Jahre weithin unbewohnt ist. So lebten 2006 bzw. 2007 noch sechs bzw. sieben Menschen ganzjährig dort, 2011 waren es noch drei, 2020 wohl nur noch zwei und 2022 wieder vier. Weitere etwa ein Dutzend bewohnten ihren Besitz auf der Insel wie ein Ferienhaus zeitweise. Schließlich nutzen Bauern vom Festland, insbesondere ehemalige Bewohner oder deren Familien, weiterhin Weideflächen auf der Insel.
Die Siedlungen Ballynacallagh, Killowen und Tilickatina blieben somit als beinahe verlassene Orte (Wüstungen) auf der Insel zurück.

## Die Seilbahn

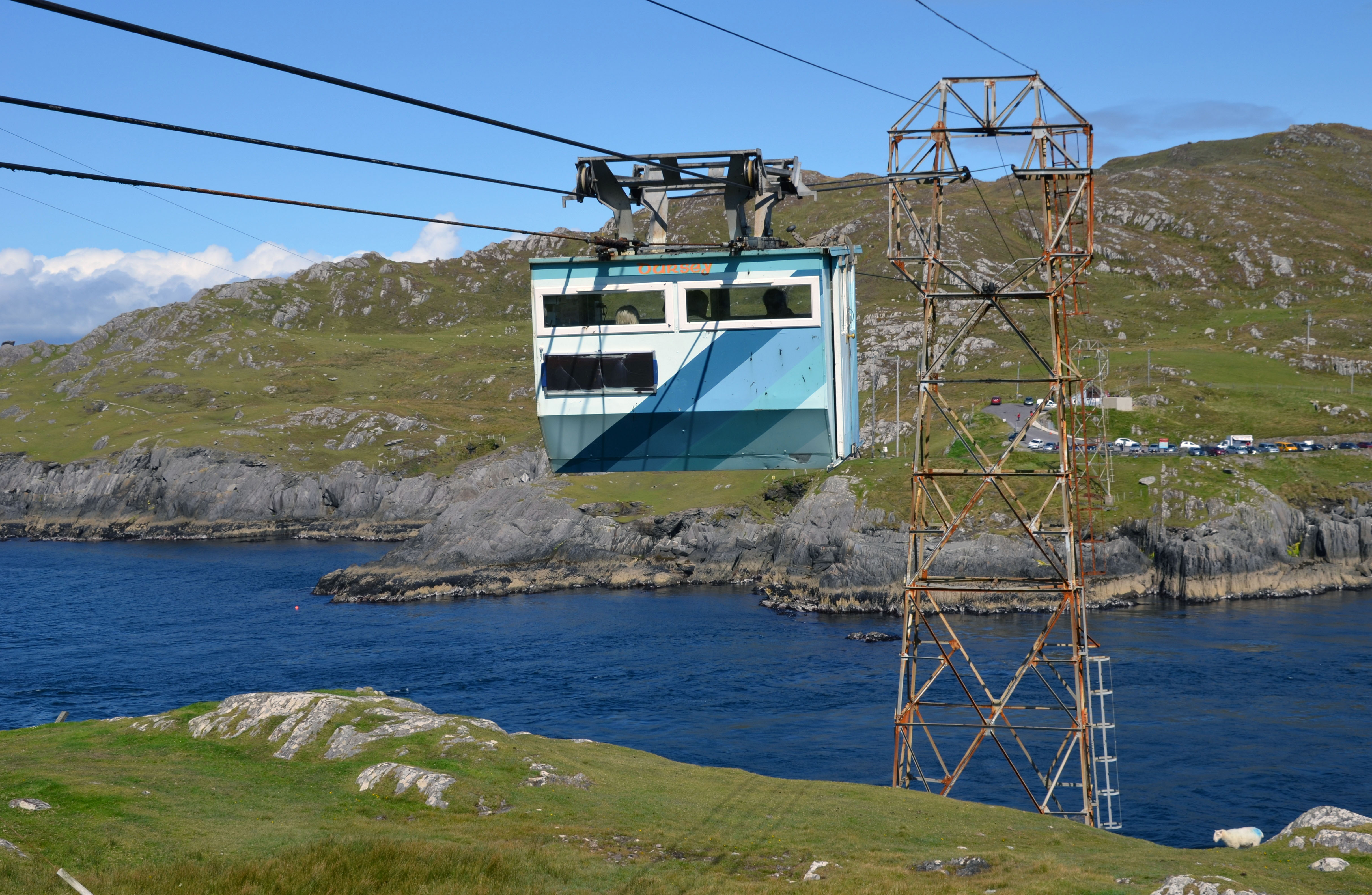
Seilbahn über dem Dursey Sound (2015)

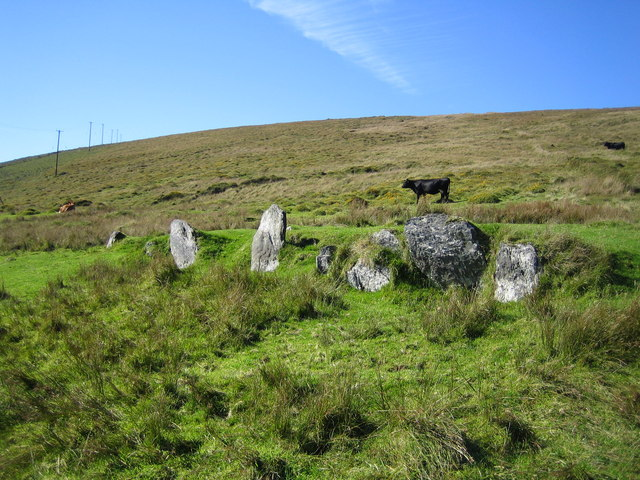
Steinreihe auf der Insel

1969 wurde in der Hoffnung auf wirtschaftlichen Aufschwung für Dursey die erste und bis heute einzige Seilbahn Irlands errichtet. Sie hat eine Kapazität von sechs Menschen, sechs Schafen oder einer Kuh. Grundsätzlich haben Viehtransporte Vorrang, was für Luftseilbahnen vermutlich weltweit einzigartig sein dürfte. Des Weiteren haben Inselbewohner, Futter und Baumaterialien Vorrang vor Touristen.
Hauptgrund der Entscheidung für eine Seilbahn waren die einen Fährbetrieb außerordentlich erschwerenden hohen Gezeiten vor Ort.
Die einspurige Pendelbahn ist insgesamt 360 m lang und hat zwischen den beiden Stützen eine Spannweite von 250 m. Die einzige Kabine fährt durch eine Öffnung in der Mitte der Stützen hindurch. Sie hängt an einem rechteckigen Metallrahmen, an dessen Ecken sich vier Rollen befinden, mit denen das Fahrzeug auf den beiden Tragseilen fährt. Mit einem umlaufenden Zugseil wird die Kabine über den Dursey Sound hin und her gezogen. Die Schiebetüren der Kabine sind von den Passagieren von Hand zu schließen. Die Fahrzeit liegt bei ca. 10 Minuten, so dass pro Stunde höchstens 18 Personen in jede Richtung befördert werden können, insgesamt also 36. Der Betrieb beginnt seit langem täglich um 9:30 und pausiert dann zum mittäglichen Lunch zwischen 13 und 13:30 Uhr; er endete zuletzt 2021 in den Wintermonaten um 16:30, in den Sommermonaten dagegen erst um 19:30.
Während die zulässige Nutzlast von 544 kg für sechs Personen großzügig bemessen ist (90 kg/Person), wird sie von einer Kuh (500 bis 800 kg) voll beansprucht. Die in die Jahre gekommene Anlage wird jährlich von der zuständigen Versicherung überprüft. Im April 2009, nach 40-jähriger Betriebsdauer, waren die Seile so abgenutzt, dass die Bahn für zwei Monate stillgelegt werden musste, um die Seile komplett auszutauschen. Gleichzeitig wurde eine neue Kabine eingesetzt, die in der Form der alten ähnelt. In der Kabine dienen ein Fläschchen Weihwasser und der Aushang eines Auszug von Psalm 91 der Beruhigung ängstlicher Fahrgäste. (Whoever goes to the Lord for safety, whoever remains under the protection of the Almighty, can say to Him: „You are my defender and protector. You are my God, in you I trust.“)

## Tourismus
Ab 2023 planen die Tourismusbehörde Fáilte Ireland und das Cork County Council den Einsatz einer neuen Seilbahn mit zwei Kabinen, die bis zu 300 Touristen in der Stunde auf die Insel befördern könnten, theoretisch als bis zu 80.000 Besucher im Monat. Außerdem sollen auf der Festlandseite ein Besucherzentrum mit Café, Außenterrasse, Souvenirshops und vielen Parkplätzen errichtet werden. Markierte Wanderwege und eine Obergrenze von monatlich 12.835 Touristen, etwa der bisherige Wert für ein ganzes Jahr, sollen schädliche Effekte der Ausweitung begrenzen. Hauptmotiv sind wie schon 1969 wirtschaftliche Erwägungen, die der anhaltenden Landflucht im äußersten Südwesten Irlands entgegenwirken sollen.
Gegen die Pläne wurden bei Schiedsstelle Bord Pleanála Widersprüche eingereicht, über die im Herbst 2020 entschieden werden sollte. Offener Widerspruch beschränkt sich allerdings im Wesentlichen auf Umwelt- und Naturschutzverbände.
Die landschaftlich reizvolle Insel kann auf einem Abschnitt des Beara Way umrundet werden. Vogelfreunde können hier viele seltene Seevögel beobachten. Im Meer um die Insel kann man manchmal Wale und Delphine sehen.
Sehenswert sind am Ende der Insel der Blick auf die vorgelagerten Felseninseln Calf, Cow und Bull Rock mit seinem Leuchtturm. Bei Ballynacallagh befinden sich die gleichnamige 1602 zerstört Burgruine sowie der Marked Stone und die Bullaun Stones sowie die Ruine von Kirche und Friedhof.
Auch bei Killowen sind Bullaun Stones zu besichtigen, außerdem eine Bienenkorbhütte (Hut Site). Schließlich befindet sich auch bei Tilickatina 200 Jahre alter ehemaliger Leuchtturm sowie bei Dursey Head am äußersten südwestlichen Inselende und er gegenüber liegenden der Insel Calf je ein „Old Lighthouse“.

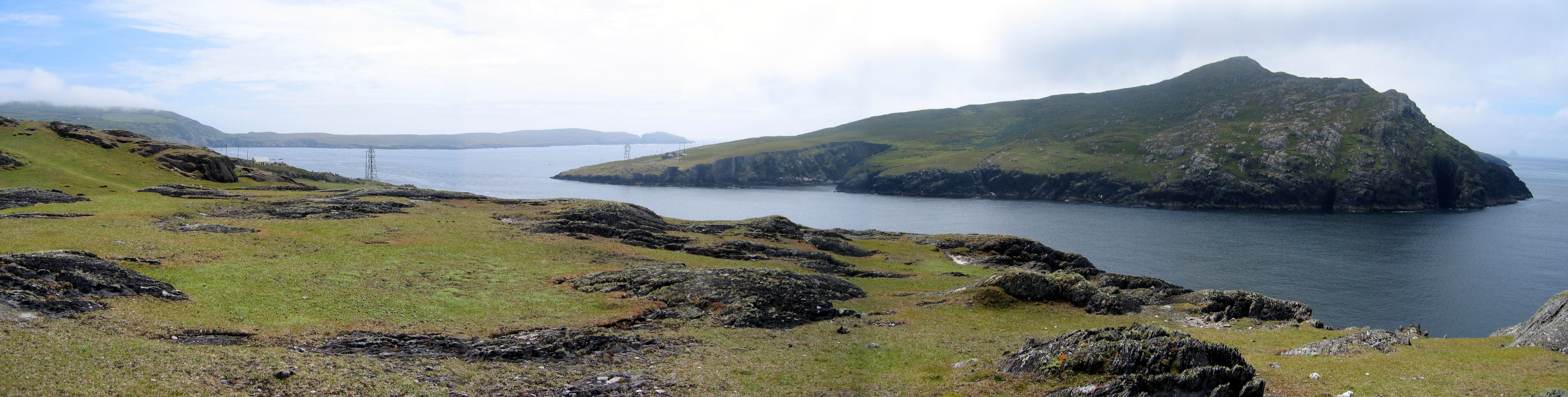
Panorama Dursey Islands über den Dursey Sound hinweg (2006), gut sichtbar die Seilbahnstützen, hinten rechts am Horizont Bull Rock

## Reportage
- Jörg Pfeiffer: Schafe in der Kiste. Irische Insel Dursey, Video, 3:33 min. In: Spiegel Online. 30. Juni 2010 (spiegel.de).
- Olaf Kanter: Himmelfahrt für Kalb und Kegel. Irische Insel Dursey. In: Spiegel Online. 21. März 2012 (spiegel.de).
- Ralf Sotscheck: Dreißig Meter über dem Meer. Irlands einzige Seilbahn. In: Die Tageszeitung. 2. Mai 2015 (taz.de).
- Nicole Quint: Für die Insel Dursey wird die Seilbahn zur Gefahr. In: Die Welt. 28. Juli 2020 (welt.de).